# Benoît Paire
Benoît Paire (Avignon, 8 mei 1989) is een Frans tennisser. Hij stond negen maal in de finale van een ATP-toernooi in het enkelspel, waarvan hij er drie won. Hij won één keer een ATP-toernooi in het dubbelspel. Hij deed al mee aan verschillende Grand Slams. Hij heeft zes challengers in het enkelspel op zijn naam staan.

## Loopbaan
2007
Hij won het Futures-toernooi #10 van Frankrijk.
2008
Hij was finalist in het Futures-toernooi #17 van Italië.
2009
Hij behaalde zijn beste prestaties op niveau van Futures-toernooien. Hij won het Futures-toernooi #3 van Slovenië, en hij was finalist op die van Verenigd Koninkrijk (no. 8), Oostenrijk (no. 7), Portugal (no. 4) en Duitsland (no. 18).
2010
Hij won drie Futures-titels en was finalist in twee andere zulke toernooien. Kwalificeerde zich voor drie ATP-toernooien, inclusief Roland Garros (verloor van Olivier Rochus) en US Open (versloeg Rainer Schüttler, maar verloor in de tweede ronde van Feliciano López). Hij bereikte de finales van de challengers van Arad, Roemenië (verloor van David Guez) en San Sebastián, Spanje (verloor van Albert Ramos).
2011
De Fransman eindigde voor het eerst in zijn carrière in de top 100 met een record in challengers van 37-21 en twee titels. Won vijf matches in ATP-toernooien. In het begin van het seizoen maakte hij zijn debuut op Australian Open (versloeg in de eerste ronde Flavio Cipolla, maar verloor in de tweede ronde van Ivan Ljubičić). Volgende maand kwalificeerde hij zich voor het ATP-toernooi van Rotterdam (versloeg in de eerste ronde Gilles Simon, maar verloor in de tweede ronde alweer van Ivan Ljubičić). In april bereikte hij de finale van de challenger van Saint-Brieuc (verloor van Maxime Teixeira), even later kwalificeerde hij zich voor het ATP-toernooi van Barcelona (verloor in de tweede ronde van Albert Montañés). In mei kwalificeerde hij zich voor het ATP-toernooi van Nice en voor Roland Garros (in beide verloor hij in de eerste ronde van Victor Hănescu). Hij maakte zijn Wimbledon-debuut, maar verloor in de eerste ronde van David Ferrer. Daarna keerde hij terug op gravel, bereikte twee kwartfinales van challengers en bereikte de tweede ronde op het ATP-toernooi van Stuttgart (verloor van Marcel Granollers). In de volgende twee maanden bereikte hij op niveau qua challengers drie halve finales in San Marino, Como en Todi en won één titel in Brașov (versloeg Maxime Teixeira). In november eindigde hij het jaar met nog een titel in Salzburg (versloeg Grega Žemlja) en daarna stond hij voor het eerst in de top 100, namelijk van plaats no. 112 naar plaats no. 94. In zijn gelimiteerde aantal matches in ATP-toernooien had hij een record van 3-4 op hardcourt, 2-4 op gravel en 0-2 op gras. Hij verdiende dit jaar US$ 216.513.
2012
Hij startte het seizoen op het ATP-toernooi van Chennai. Hij kwalificeerde zich voor het ATP-toernooi van Auckland en bereikte daar de kwartfinale en verloor daar van Olivier Rochus. In deze match maakte hij vier aces op rij en kon zo een game winnen.

## Palmares

### Palmares enkelspel
| Legenda                       | Legenda               |
| ----------------------------- | --------------------- |
| Grand Slam                    |                       |
| Olympische Spelen             |                       |
| tot 2009                      | vanaf 2009            |
| Tennis Masters Cup            | ATP Finals            |
| ATP Masters Series            | ATP Tour Masters 1000 |
| ATP International Series Gold | ATP Tour 500          |
| ATP International Series      | ATP Tour 250          |

| Nr.                  | Datum             | Toernooi          | Ondergrond    | Tegenstander in finale | Score               | Details |
| -------------------- | ----------------- | ----------------- | ------------- | ---------------------- | ------------------- | ------- |
| gewonnen finales     |                   |                   |               |                        |                     |         |
| 1.                   | 21 juli 2015      | ATP Båstad        | Gravel        | Tommy Robredo          | 7-6(7), 6-3         | Details |
| 2.                   | 14 april 2019     | ATP Marrakesh     | Gravel        | Pablo Andújar          | 6-2, 6-3            | Details |
| 3.                   | 25 mei 2019       | ATP Lyon          | Gravel        | Félix Auger-Aliassime  | 6-4, 6-3            | Details |
| verloren finales     |                   |                   |               |                        |                     |         |
| 1.                   | 5 mei 2012        | ATP Belgrado      | Gravel        | Andreas Seppi          | 3-6, 2-6            | Details |
| 2.                   | 10 februari 2013  | ATP Montpellier   | Hardcourt (i) | Richard Gasquet        | 2-6, 3-6            | Details |
| 3.                   | 11 oktober 2015   | ATP Tokio         | Hardcourt     | Stanislas Wawrinka     | 2-6, 4-6            | Details |
| 4.                   | 24 september 2017 | ATP Metz          | Hardcourt (i) | Peter Gojowczyk        | 5-7, 2-6            | Details |
| 5.                   | 24 augustus 2019  | ATP Winston-Salem | Hardcourt     | Hubert Hurkacz         | 3-6, 6-3, 3-6       | Details |
| 6.                   | 18 januari 2020   | ATP Auckland      | Hardcourt     | Ugo Humbert            | 6-7(2), 6-3, 6-7(5) | Details |
| Gewonnen challengers |                   |                   |               |                        |                     |         |
| 1.                   | 5 september 2011  | Brașov            | Gravel        | Maxime Teixeira        | 6-4, 3-0 (opg.)     |         |
| 2.                   | 14 november 2011  | Salzburg          | Hardcourt (i) | Grega Žemlja           | 6-7, 6-4, 6-4       |         |
| 3.                   | 25 maart 2013     | Le Gosier         | Hardcourt     | Serhij Stachovsky      | 6-4, 5-7, 6-4       |         |
| 4.                   | 15 februari 2015  | Bergamo           | Hardcourt (i) | Oleksandr Nedovjesov   | 6-3, 7-6(3)         |         |
| 5.                   | 8 maart 2015      | Quimper           | Hardcourt (i) | Grégoire Barrère       | 6-4, 3-6, 6-5       |         |
| 6.                   | 15 november 2015  | Mouilleron        | Hardcourt (i) | Lucas Pouille          | 6-4, 1-6, 7-6(7)    |         |
| 7.                   | 12 maart 2023     | Puerto Vallarta   | Hardcourt     | Yuta Shimizu           | 3-6, 6-0, 6-2       |         |

### Palmares dubbelspel
| Nr.                          | Datum            | Toernooi      | Ondergrond | Partner                | Tegenstanders in finale            | Score            | Details |
| ---------------------------- | ---------------- | ------------- | ---------- | ---------------------- | ---------------------------------- | ---------------- | ------- |
| gewonnen finales herendubbel |                  |               |            |                        |                                    |                  |         |
| 1.                           | 6 januari 2013   | ATP Chennai   | Hardcourt  | Stanislas Wawrinka     | Andre Begemann Martin Emmrich      | 6-2, 6-1         | details |
| verloren finales herendubbel |                  |               |            |                        |                                    |                  |         |
| 1.                           | 10 januari 2016  | ATP Chennai   | Hardcourt  | Austin Krajicek        | Oliver Marach Fabrice Martin       | 3-6, 7-5         | details |
| 2.                           | 14 april 2018    | ATP Marrakesh | Gravel     | Édouard Roger-Vasselin | Nikola Mektić Alexander Peya       | 5-7, 6-3, [7-10] | details |
| 3.                           | 28 februari 2021 | ATP Córdoba   | Gravel     | Romain Arneodo         | Rafael Matos Felipe Meligeni Alves | 4-6, 1-6         | details |

## Resultaten grote toernooien
| Legenda | Legenda                          |
| ------- | -------------------------------- |
| g.t.    | geen toernooi gehouden           |
| l.c.    | lagere categorie                 |
| –       | niet deelgenomen                 |
| G       | uitgeschakeld in de groepsfase   |
| 1R      | uitgeschakeld in de eerste ronde |
| 2R      | uitgeschakeld in de tweede ronde |
| 3R      | uitgeschakeld in de derde ronde  |
| 4R      | uitgeschakeld in de vierde ronde |
| KF      | uitgeschakeld in de kwartfinale  |
| HF      | uitgeschakeld in de halve finale |
| F       | de finale verloren               |
| W       | het toernooi gewonnen            |
| w-v     | winst/verlies-balans             |

### Enkelspel
| toernooi             | 2010 | 2011 | 2012 | 2013 | 2014 | 2015 | 2016 | 2017 | 2018 | 2019 | 2020 | 2021 | 2022 | 2023 |
| -------------------- | ---- | ---- | ---- | ---- | ---- | ---- | ---- | ---- | ---- | ---- | ---- | ---- | ---- | ---- |
| grandslamtoernooien  |      |      |      |      |      |      |      |      |      |      |      |      |      |      |
| Australian Open      | –    | 2R   | 1R   | 1R   | 3R   | –    | 1R   | 3R   | 1R   | 1R   | 2R   | 1R   | 3R   | –    |
| Roland Garros        | 1R   | 1R   | 2R   | 3R   | 2R   | 3R   | 2R   | 1R   | 2R   | 4R   | 2R   | 1R   | 1R   |      |
| Wimbledon            | –    | 1R   | 3R   | 3R   | 1R   | 2R   | 2R   | 4R   | 3R   | 4R   | g.t. | 1R   | 1R   |      |
| US Open              | 2R   | –    | 2R   | 1R   | 2R   | 4R   | 2R   | 2R   | 2R   | 2R   | –    | 1R   | 1R   |      |
| ATP Masters 1000     |      |      |      |      |      |      |      |      |      |      |      |      |      |      |
| Indian Wells         | –    | –    | 1R   | 3R   | –    | –    | 2R   | 1R   | 1R   | 1R   | g.t. | 1R   | 1R   |      |
| Miami                | –    | –    | –    | 1R   | –    | –    | 3R   | 3R   | 3R   | 1R   | g.t. | 2R   | 1R   |      |
| Monte Carlo          | –    | –    | –    | 2R   | 1R   | 2R   | 3R   | 1R   | 1R   | –    | g.t. | 1R   | 1R   |      |
| Madrid               | –    | –    | –    | 2R   | 1R   | –    | 1R   | 3R   | 2R   | –    | g.t. | 2R   | 1R   |      |
| Rome                 | –    | –    | –    | HF   | –    | –    | 2R   | 2R   | 3R   | 1R   | 1R   | 1R   | –    |      |
| Montreal/Toronto     | –    | –    | –    | 3R   | 2R   | –    | 1R   | 2R   | 2R   | 1R   | g.t. | 2R   | 1R   |      |
| Cincinnati           | –    | –    | –    | 1R   | 1R   | 2R   | 1R   | 1R   | 2R   | 2R   | 1R   | KF   | –    |      |
| Shanghai             | –    | –    | 2R   | 2R   | –    | –    | 2R   | 1R   | 2R   | 2R   | g.t. | g.t. | g.t. |      |
| Parijs               | –    | –    | 2R   | 1R   | –    | 2R   | 1R   | 1R   | 1R   | 2R   | –    | 1R   | –    |      |
| olympisch            |      |      |      |      |      |      |      |      |      |      |      |      |      |      |
| Olympische Spelen    | g.t. | g.t. | –    | g.t. | g.t. | g.t. | –    | g.t. | g.t. | g.t. | g.t. | –    | g.t. | g.t. |
| statistieken         |      |      |      |      |      |      |      |      |      |      |      |      |      |      |
| totaal aantal titels | 0    | 0    | 0    | 0    | 0    | 1    | 0    | 0    | 0    | 2    | 0    | 0    | 0    | 0    |
| eindejaarsranking    | 152  | 95   | 47   | 26   | 118  | 19   | 47   | 41   | 52   | 24   | 28   | 46   | 179  |      |

### Dubbelspel
| toernooi             | 2009 | 2010 | 2011 | 2012 | 2013 | 2014 | 2015 | 2016 | 2017 | 2018 | 2019 | 2020 | 2021 | 2022 |
| -------------------- | ---- | ---- | ---- | ---- | ---- | ---- | ---- | ---- | ---- | ---- | ---- | ---- | ---- | ---- |
| grandslamtoernooien  |      |      |      |      |      |      |      |      |      |      |      |      |      |      |
| Australian Open      | –    | –    | –    | –    | KF   | 1R   | –    | –    | 1R   | 2R   | 1R   | 3R   | 1R   | 1R   |
| Roland Garros        | 1R   | 1R   | 1R   | 1R   | 1R   | 1R   | 1R   | 1R   | 1R   | 2R   | 2R   | 2R   | 3R   | 2R   |
| Wimbledon            | –    | –    | –    | 1R   | 1R   | 1R   | 1R   | 1R   | –    | 1R   | 1R   | g.t. | –    | 1R   |
| US Open              | –    | –    | –    | –    | –    | –    | 1R   | 1R   | 1R   | 1R   | 1R   | –    | 3R   | –    |
| ATP Masters 1000     |      |      |      |      |      |      |      |      |      |      |      |      |      |      |
| Indian Wells         | –    | –    | –    | –    | 1R   | –    | –    | 1R   | 1R   | –    | –    | g.t. | –    | –    |
| Miami                | –    | –    | –    | –    | –    | –    | –    | 2R   | –    | –    | –    | g.t. | 1R   | –    |
| Monte Carlo          | –    | –    | –    | –    | 1R   | –    | KF   | 2R   | 2R   | –    | –    | g.t. | 1R   | –    |
| Madrid               | –    | –    | –    | –    | –    | –    | –    | –    | –    | –    | –    | g.t. | –    | –    |
| Rome                 | –    | –    | –    | –    | –    | –    | –    | 2R   | –    | –    | –    | 2R   | KF   | –    |
| Montreal/Toronto     | –    | –    | –    | –    | 1R   | –    | –    | 1R   | KF   | –    | KF   | g.t. | –    | –    |
| Cincinnati           | –    | –    | –    | –    | 1R   | –    | –    | –    | –    | –    | 2R   | –    | –    | –    |
| Shanghai             | –    | –    | –    | –    | –    | –    | –    | –    | 1R   | –    | 2R   | g.t. | g.t. | g.t. |
| Parijs               | –    | –    | –    | 1R   | –    | –    | 1R   | –    | 1R   | –    | 1R   | –    | –    | –    |
| olympisch            |      |      |      |      |      |      |      |      |      |      |      |      |      |      |
| Olympische Spelen    | g.t. | g.t. | g.t. | –    | g.t. | g.t. | g.t. | –    | g.t. | g.t. | g.t. | g.t. | –    | g.t. |
| statistieken         |      |      |      |      |      |      |      |      |      |      |      |      |      |      |
| totaal aantal titels | 0    | 0    | 0    | 0    | 1    | 0    | 0    | 0    | 0    | 0    | 0    | 0    | 0    | 0    |
| eindejaarsranking    | 1253 | 793  | 314  | 395  | 91   | 1127 | 319  | 178  | 172  | 137  | 102  | 93   | 66   | 291  |